# Tshering Yangdon Wangchuck
Tshering Yangdon (dzongkha: ཚེ་རིང་དབྱང་སྒྲོན; Punakha, 21 giugno 1959) è stata regina consorte del Bhutan dal 1979 al 2006, come terza moglie del re Jigme Singye.

## Biografia
Ashi Tshering Yangdon Wangchuck è figlia di Yab Dasho Ugyen Dorji (1925–2019) e di Yum Thuiji Zam (nata nel 1932).
Studiò al convento di San Giuseppe a Kalimpong e alla St. Helen's School di Kurseong.
Nel 1979, assieme alle sue tre sorelle Dorji Wangmo,  Tshering Pem e Sangay Choden, ha sposato in una cerimonia privata Jigme Singye Wangchuck, quarto re del Bhutan. Il matrimonio pubblico è stato tenuto il 31 ottobre 1988. Tutte e quattro le sorelle hanno acquisito il titolo di regina.
È la sorella di Lyonpo Sangay Ngedup.

### Impegno umanitario
Nel 2009 ha contribuito a fondare Bhutan Nuns Foundation (BNF), una fondazione con lo scopo di aiutare e contribuire all'istruzione delle ragazze e delle donne bhutanesi che vivono nei monasteri.
Patrono reale della Royal Society for the Protection and Care of Animals. 
Patrono reale della Mostra reale dei fiori del Bhutan.
È stato responsabile della costruzione del Chörten Khamsum Yulley Namgyal nella valle di Punakha nel 2004.

## Discendenza
Tshering Yangdon e Jigme Singye Wangchuck ebbero due figli e una figlia:
- Druk Gyalpo Jigme Khesar Namgyel (1980), quinto re drago del Bhutan;
- Principessa Ashi Dechen Yangzom (1981);
- Principe Gyaltshab Jigme Dorji (1986).[4]

## Ascendenza
|                       |   |                                 | Genitori                        |  |  | Nonni |  |  | Bisnonni         |  |  | Trisnonni     |  |
|                       |   |                                 |                                 |  |  |       |  |  | Kuenga Gyeltshen |  |  | Nob Gyeltshen |  |
|                       |   |                                 |                                 |  |  |       |  |  | Kuenga Gyeltshen |  |  | Nob Gyeltshen |  |
|                       |   | Phenkhem                        |                                 |  |  |       |  |  | Kuenga Gyeltshen |  |  |               |  |
| Sangay Tenzin         |   |                                 |                                 |  |  |       |  |  | Kuenga Gyeltshen |  |  |               |  |
|                       |   | Ngodrup Pem                     | …                               |  |  |       |  |  |                  |  |  |               |  |
|                       |   | Ngodrup Pem                     | …                               |  |  |       |  |  |                  |  |  |               |  |
|                       |   | Ngodrup Pem                     | …                               |  |  |       |  |  |                  |  |  |               |  |
| Yab Dasho Ugyen Dorji |   | Ngodrup Pem                     |                                 |  |  |       |  |  |                  |  |  |               |  |
|                       |   | Gyeltshen Dorji, V Sersang Lama | Soenam Drubyel, IV Sersang Lama |  |  |       |  |  |                  |  |  |               |  |
|                       |   | Gyeltshen Dorji, V Sersang Lama | Soenam Drubyel, IV Sersang Lama |  |  |       |  |  |                  |  |  |               |  |
|                       |   | Gyeltshen Dorji, V Sersang Lama | Sangay Droelma                  |  |  |       |  |  |                  |  |  |               |  |
| Dorji Om              |   | Gyeltshen Dorji, V Sersang Lama |                                 |  |  |       |  |  |                  |  |  |               |  |
|                       |   | Abi Yum Yangchen Droelma        | Yonten Phuntsho                 |  |  |       |  |  |                  |  |  |               |  |
|                       |   | Abi Yum Yangchen Droelma        | Yonten Phuntsho                 |  |  |       |  |  |                  |  |  |               |  |
|                       |   | Abi Yum Yangchen Droelma        | …                               |  |  |       |  |  |                  |  |  |               |  |
| Tshering Yangdon      |   | Abi Yum Yangchen Droelma        |                                 |  |  |       |  |  |                  |  |  |               |  |
|                       | … | …                               |                                 |  |  |       |  |  |                  |  |  |               |  |
|                       | … | …                               |                                 |  |  |       |  |  |                  |  |  |               |  |
|                       | … | …                               |                                 |  |  |       |  |  |                  |  |  |               |  |
| Lopen Duba            | … |                                 |                                 |  |  |       |  |  |                  |  |  |               |  |
|                       |   | …                               | …                               |  |  |       |  |  |                  |  |  |               |  |
|                       |   | …                               | …                               |  |  |       |  |  |                  |  |  |               |  |
|                       |   | …                               | …                               |  |  |       |  |  |                  |  |  |               |  |
| Yum Thuji Zam         |   | …                               |                                 |  |  |       |  |  |                  |  |  |               |  |
|                       |   | …                               | …                               |  |  |       |  |  |                  |  |  |               |  |
|                       |   | …                               | …                               |  |  |       |  |  |                  |  |  |               |  |
|                       |   | …                               | …                               |  |  |       |  |  |                  |  |  |               |  |
| Ugay Dem              |   | …                               |                                 |  |  |       |  |  |                  |  |  |               |  |
|                       |   | …                               | …                               |  |  |       |  |  |                  |  |  |               |  |
|                       |   | …                               | …                               |  |  |       |  |  |                  |  |  |               |  |
|                       |   | …                               | …                               |  |  |       |  |  |                  |  |  |               |  |
|                       |   | …                               |                                 |  |  |       |  |  |                  |  |  |               |  |